# Setodes nephele
Setodes nephele is een schietmot uit de familie Leptoceridae. De soort komt voor in het Oriëntaals gebied.